# Tingvatn
Tingvatn (eller Birkeland) är en by i Hægebostads kommun i Agder fylke i södra Norge. Byn ligger vid fylkesväg 43, söder om sjön Lygne. Den utgör kommunens centralort.